# Leptodontopera
Leptodontopera är ett släkte av fjärilar. Leptodontopera ingår i familjen mätare.
Kladogram enligt Catalogue of Life:
| Leptodontopera | \| \| Leptodontopera basipuncta \| \| \| \| \| \| Leptodontopera rufitinctaria \| \| \| \| |
|                | \| \| Leptodontopera basipuncta \| \| \| \| \| \| Leptodontopera rufitinctaria \| \| \| \| |
|                | Leptodontopera basipuncta                                                                  |
|                |                                                                                            |
|                | Leptodontopera rufitinctaria                                                               |
|                |                                                                                            |